# Masakr v obci Novyje Aldy v Čečensku
Masakr v obci Novyje Aldy v Čečensku byla loupežná masová vražda 60 až 82 neozbrojených čečenských civilistů, kterou spáchali popravami příslušníci ruské armády a jednotky OMON dne 5. února 2000 na předměstí Grozného Novyje Aldy
Předměstí Novyje Aldy (čečensky Керла Алда, rusky Новые Алды) bylo rezidenční čtvrtí na jihozápadě města Groznyj. V době druhé ruské invaze se v Novyje Aldy zdržovali převážně staří a nemocní lidé, kteří nebyli schopni z města uprchnout před ruskou armádou. Město bylo rabováno ruskými vojáky a tam kde obyvatelé zůstali, byli ruskými vojáky popraveni. Po popravách byl obětem odcizen majetek a domy byly zapáleny.

## Roszudky ESLP
V říjnu 2006 rozhodl Evropský soud pro lidská práva v případu Estamirov a další versus Rusko (povražděno pět členů rodiny) a v červenci 2007 v případu Musayev, Labazanova a Magomadov versus Rusko (povražděno 11 členů rodiny), že viníkem smrti byla Ruská federace. Soud rovněž obvinil Ruskou federaci z neochoty vraždy vyšetřit. Soud také konstatoval, že k vraždám docházelo organizovaně s cílem se zmocnit majetku zavražděných.